# Gärdsmark
Gärdsmark is een plaats in de gemeente Skellefteå in het landschap Västerbotten en de provincie Västerbottens län in Zweden. De plaats heeft 89 inwoners (2005) en een oppervlakte van 38 hectare. De plaats ligt aan het meertje Gärdsmarksträsket.